# NOMADS
NOMADS (National Maneuver Air Defense System) je vysoce mobilní obrněný protiletadlový komplet krátkého dosahu, vyvíjený norskou zbrojovkou Kongsberg Defence & Aerospace. Systém slouží k ničení bezpilotních letounů, řízených střel, vrtulníků a letadel s pevnými křídly. Díky své mobilitě dokáže držet krok s vlastními manévrovými silami. Zároveň je propojen do širších integrovaných sítí protivzdušné obrany.

## Historie
Vývoj systému NOMADS souvisí s oživením zájmu o protivzdušnou obranu krátkého dosahu. Je součástí modernizace norské armády a byl navržen ve spolupráci s ní. Veřejnosti byl poprvé představen v roce 2024 na pařížském veletrhu Eurosatory. V roce 2024 byl systém úspěšně testován na norské arktické základně Andøya. Vypouštěl přitom řízené střely IRIS-T. Norsko objednalo prvních šest vozidel NOMADS. Dosažení plné operační způsobilosti systému se očekává v letech 2026–2028.

## Popis
Modulární systém protivzdušné obrany krátkého dosahu NOMADS využívá technologie systému protivzdušné obrany NASAMS. Obsahuje jak pokročilý systém velení a řízení, tak radar s aktivním elektronickým snímáním (AESA) a vypouštěcí zařízení řízených střel. To vše umístěné na jednom podvozku obrněného vozidla. Základní model pro Norsko využívá podvozek ACSV G5 od německého výrobce Flensburger Fahrzeugbau GmbH. Hlavní výzbrojí jsou čtyři protiletadlové řízené střely uložené ve dvou kontejnerech. Původně to byly řízené střely IRIS-T. Protože však jsou tyto střely ve významném množství dodávány bojující Ukrajině, bylo rozhodnuto systém upravit pro novou standardní řízenou střelu, kterou je americká AIM-9X Sidewinder Block 2. Dále je NOMADS vybaven dálkově obládanou zbraňovou stanicí s jedním 12,7mm kulometem.